# Univerzitetski sistem dokumentacije
SUDOC (fr. Système Universitaire de Documentation, sr. Univerzitetski sistem dokumentacije) – centralni katalog bibliografskih podataka francuskog visokog obrazovanja. 

## Razvoj
Rad na izradi središnjeg kataloga knjižničnih informacija započeo je 1994. godine. U tu svrhu osnovana je Agence Bibliographique de l'Enseignement Supérieur (sh: Bibliografska agencija za visoko obrazovanje). SUDOC je implementiran 2001. godine, a prema stanju u 2013. godini indeksirao je više od deset milijuna dokumenata (knjiga, časopisa, slika, rukopisa, karata itd.) iz 3212 knjižnice. Zajedno s katalogom Nacionalne knjižnice Francuske i katalogom Patrimoine Base, stvara Katalog collectif de France (engleski: Common French Catalog). Sveukupno upravljanje provodi Agence bibliographique de l 'enseignement supérieur (ABES).

## Upotreba baze podataka SUDOC
Normativna kontrola omogućuje nam otkrivanje bibliografskih i normativnih podataka i pronalaženje svih djela autora pod svim oblicima imena pod kojima ista osoba objavljuje. Jer ponekad se u publikaciji pojavljuje objavljivanje autorskog imena (ili pseudonima), koje nije identično s onim imenom koje se najčešće pojavljuje na njegovim djelima. Identifikator SUDOC rješava problem poteškoće u prepoznavanju određenog autora uzrokovan i činjenicom da se neka osobna prezimena mogu formalno promijeniti npr. nakon vjenčanja. Katalog knjižnice pruža pregled knjižničnih materijala i organizira se prema svojoj funkciji, koja potječe od specifičnih korisničkih potreba. Zadatak autorskog knjižničnog kataloga je da se u njemu sva djela jednog autora pokažu na jednom mjestu, bez obzira na ime kojim je potpisao svoj rad.

## Literatura
- Papy, Fabrice (2016). Digital libraries : interoperability and uses. London: ISTE Press. ISBN 9781785480454.

## Spoljašnje veze
- SUDOC-ova službena web stranica